# Saint-Gilles (Gard)
Saint-Gilles (officieel: Saint-Gilles-du-Gard) is een gemeente in het Franse departement Gard (regio Occitanie). De gemeente telde 14.427 inwoners op 1 januari 2022. De plaats maakt deel uit van het arrondissement Nîmes.
De gemeente is genoemd naar de heilige Aegidius of Gillis. De heilige Aegidius was een eremiet en zou gestorven zijn in Saint-Gilles. Zijn graf werd een belangrijk bedevaartsoord op weg naar Compostella. Saint-Gilles lag immers op de Via Tolosona tussen Arles en Toulouse. In de 20e eeuw werd de Abdij van Saint-Gilles tot werelderfgoed van de UNESCO erkend in het kader van de Pelgrimsroutes in Frankrijk naar Santiago de Compostella.
Naast het toerisme is ook de landbouw belangrijk. In de heuvels wordt aan wijnbouw en fruitteelt gedaan; in de laagvlakte aan rijstbouw.

## Geschiedenis
Aan het einde van de 7e eeuw zou Aegidius een benedictijner klooster gesticht hebben. In de 9e eeuw werd deze Abdij Saint-Pierre et Saint-Paul een bedevaartsoord door de relieken van de heilige Aegidius waaraan mirakels werden toegedicht. In de 12e eeuw werd een nieuwe abdijkerk gebouwd. De plaats ontstaan rond de abdij bloeide door de bedevaarders maar ook door de handelshaven die onder bescherming van de graven van Toulouse stond. Saint-Gilles werd in de eerste helft van de 12e eeuw een stad bestuurd door consuls.
Nog in de 12e eeuw stichtten de Tempeliers een commanderij (1174); het werd een van de rijkste commanderijen van de Provence. Bovendien werd ze bestuurlijk het centrum van tientallen andere commanderijen in de Provence. Saint-Gilles werd zo een groot-priorij van de Tempeliers. Met het opdoeken van de Tempeliers door koning Filips de Schone van Frankrijk ging de groot-priorij over in de handen van de Hospitaalridders (begin 14e eeuw). De groot-priorij van Saint-Gilles was hun oudste vestiging op het Europese continent. In Saint-Gilles stond een groot gastenverblijf met bijhorende ziekenboeg voor pelgrims naar en van Compostella. Saint-Gilles kreeg schenkingen van vorsten die op hun reisweg Saint-Gilles aandeden.
De Hospitaalridders bleven in Saint-Gilles tot rellen tijdens de Godsdienstoorlogen in Frankrijk hen verplichtten op te stappen (16e eeuw). De Hospitaalridders verhuisden naar het nabij gelegen Arles. In Arles trokken ze in in wat vandaag het Musée Réattu is. Saint-Gilles kwam beschadigd uit deze oorlogen en herwon nooit zijn oude glorie.

## Geografie
De oppervlakte van Saint-Gilles bedroeg op 1 januari 2022 153,73 vierkante kilometer; de bevolkingsdichtheid was toen 93,8 inwoners per km².
De onderstaande kaart toont de ligging van Saint-Gilles met de belangrijkste infrastructuur en aangrenzende gemeenten.

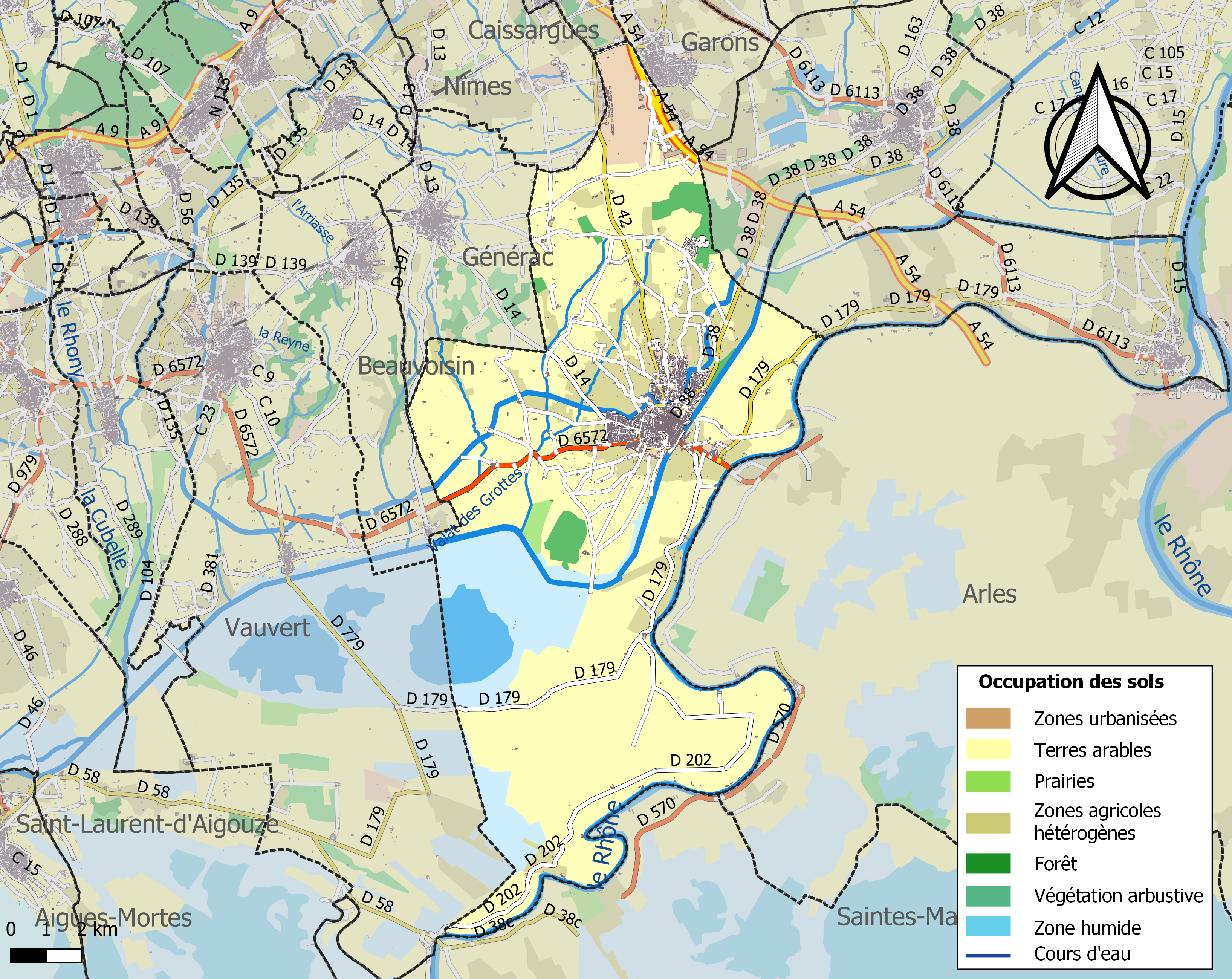

De luchthaven van Nîmes bevindt zich op het grondgebied van Saint-Gilles. 

## Demografie
Onderstaande figuur toont het verloop van het inwonertal (bron: INSEE-tellingen).

## Geboren
- Paus Clemens IV (?-1268), geboren als Gui Faucoi le Gros